# Joachim Dziewiałtowski
Joachim Dziewiałtowski herbu Trąby – szambelan Stanisława Augusta Poniatowskiego w 1773 roku, sekretarz komisji edukacyjnej w 1784 roku.
W 1789 roku został kawalerem Orderu Świętego Stanisława.